# Heodes gordius
Heodes gordius är en fjärilsart som beskrevs av Schultz 1905. Heodes gordius ingår i släktet Heodes och familjen juvelvingar. Inga underarter finns listade i Catalogue of Life.